# 数码宝贝大冒险：
《数码宝贝大冒险：》，于2020年4月5日-2021年9月26日，全67话，每周日09:00-09:30（UTC+9）在富士电视台系列播映的电视动画，是《数码宝贝大冒险》的重启作品，同时是数码宝贝电视动画系列的第八作，也是令和时代的第一部数码宝贝系列电视动画作品，原企划标题为《数码宝贝大冒险2020》。中国大陆爱奇艺同步日本网络播映。香港TVB翡翠台于2021年5月13日-2022年1月20日播映（粤日双语配音），香港myTV SUPER和澳門TVB Anywhere同步TVB翡翠台网络播映。台灣愛奇藝國際站、中華電信MOD、Hami Video网络播映，台視于2021年1月16日-2022年4月30日播映（国日双语配音，国语配音阶段将本作片名暂译为《數碼寶貝2020》，正式播映时更改为《數碼寶貝大冒險：》）。新加坡爱奇艺国际站同步日本网络播映。马来西亚爱奇艺国际站和WeTV同步日本网络播映。

## 剧情
网络对于如今人们的生活而言已经是不可或缺的一部分，网络开创了人类世界的未来，在不断加速的进化中，如今即将连接更多未知领域。但是，人类所不知道的是，在网络的另一面有着一个无限的世界——数码世界（Digital World），同时连接人类世界的网络中，栖息着名为数码兽（Digimon）的生命体。
在数码世界，遥远的古代，代表光明（神圣）和黑暗（邪恶）的数码兽势力曾经发生一场大规模的战争，截然对峙的平衡开始崩坏，神圣数码兽集结古代数码兽战士共同将黑暗势力击退，但付出了巨大的代价，神圣数码兽和古代数码兽战士几乎全军覆没。如今新的黑暗势力再次侵袭数码世界以及通过网络相连的人类世界。
在人类世界，2020年的夏天，以日本首都圈为中心的网络持续失控中，一切都托付给了被选召的孩子们去解救神圣数码兽并唤醒古代数码兽战士的灵魂，引导其不断进化最终臻于完美，超越进化之真理的进化之力，并在其之上继续征服无限领域。
被选召的孩子们和搭档数码兽携手，是阻止两个世界步向毁灭的希望之光！

## 概要
本作为原作《数码宝贝大冒险》的重启，时间线由原作的1999年改为2020年，登场人物的角色设定和他们所持的「数码器：」（Digivice:）也随着时代的变迁做出了一些修改，被选召的孩子们的声优阵容和原作完全不同，除迪路兽原作声优德光由禾替换为園崎未惠，其他搭档数码兽全部启用和原作相同的声优。
2020年1月21日《V Jump》和东映动画正式公布。数码宝贝系列电视动画作品自《数码宝贝拯救者》以来，时隔13年重回富士电视台系列播映。作为系列整体来说，这是继《数码宝贝宇宙 应用怪兽》之后，时隔2年半的电视动画作品，也是全系列在令和时代的第一部电视动画作品。
《数码宝贝大冒险：》完整片名其实包含“：”后面的“数码器”标志，只不过一般的文本无法显示该标志，因此片名看起来像是以“：”结尾。而“：”如同“＝（等号）”一样，“数码器”标志就是本作的象征，“：”起到了将两者相连接的作用。
片头曲“八神太一翻滚掉进数码世界”开场画面，宽高比由16:9变成4:3，是本作系列监督三塚雅人向片头曲演出宍户望提出加入的致敬，也向原作《数码宝贝大冒险》系列监督角铜博之请求并得到许可。
富士电视台史上首次尝试进行电视放送和数据放送联动，将携带机“数码怪兽第1版”（Digital Monster Ver.1）移植到电视上的数据放送。同时活用电视放送的特性，追加了一个“观看节目时间越长数码兽育成时间则越长”独特系统。另外育成出的数码兽还可以存档在数据放送上的“数码兽图鉴”中。
受「2019冠状病毒病疫情」对东京都乃至全日本的影响，原定于2020年4月26日播映的第4话停播。4月26日-5月31日重播《鬼太郎（第6作）》，6月7日-6月21日重播本作第1-3话。6月28日起，从第4话开始复播。
《V Jump》2020年7月号（2020年5月21日）刊载了《数码宝贝大冒险V驯兽师01》和《数码宝贝大冒险：》联动的特别单篇《数码宝贝大冒险V驯兽师01 ～新的勇气～》（デジモンアドベンチャー Vテイマー01 ～新たなる勇気～），全1话（单篇），收录于《V驯兽师01》电纸书版第9卷。漫画《数码宝贝大冒险V驯兽师01》主人公八神太一和动画《数码宝贝大冒险：》主人公八神太一共演，时间线发生在《V驯兽师01》（1999年）一年后的2000年，世界观发生在《V驯兽师01》的数码世界。原作为井泽宽，漫画为薮野展也，监修为本乡昭由

## 特别用语
被选召的孩子们（DigiDestined）
在数码世界发生某些异常状况之际，为了修复这些异常状况，而被选召的少男少女。他们比其他人更早得到搭档数码兽，附加了“为了修复异常状况而战”的义务。
三大天使（Three Great Angeles）
天使系数码兽成员的名称与设计源于神话中的天使。其中，三大天使是天使型数码兽位于最高位置的三位天使数码兽，他们分别是贯彻神之法则的执行官「炽天使兽」、传达神慈爱和慈悲的圣母「座天使兽」、神和智的守护者「智天使兽」。大多天使系数码兽均可以在「天使等级」中找到对应原型。
分支进化（Divergent Evolution）
分支进化又称分歧进化或趋异进化。数码兽根据育成方式的不同进化后的姿态会有很大不同，同一数码兽在各进化阶段（等级）可以有不同的进化路线。数码兽或被选召的孩子们的情绪也会对数码兽的「数码核」产生影响，让牠们进化成不同的数码兽。不过，不同的进化路线并不意味着是「正确进化」或者「错误进化」。
合步进化（Jogress Evolution）
Jogress（合步）是由Joint（联合）及Progress（进步、发展）构成的合成词，又称「联展」。数码兽之间合体，向上进化一个等级的技术称为「合步」，而等级没有变化则称为「合体」。不是任何数码兽都能进行合步，数码兽之间还存在相性等因素。其中究极体之间的合步，更是仅限屈指可数的数码兽使用，有时也被称为「合体究极体」。

## 重要代表物件
数码器：
相较于原作《数码宝贝大冒险》中的「数码器」，设计存在些许不同，增加了数据库、即时通讯、全息投影、资料传输、在线翻译、即时定位和地图构建等功能，和八名被选召的孩子们产生共鸣所触发的光芒各有不同色泽。
徽章（Emblems）
由被选召的孩子们所拥有，而其中八个徽章有着各自不同的形状，展示着每个人所具有的最突出的美好个性：
勇气：八神太一/亚古兽；
友情：石田大和（石田和）/加布兽；
知识：泉光子郎/瓢虫兽（甲虫兽）；
爱心：武之内空（武之内素娜）/比丘兽（皮悠兽）；
诚实：城户丈（城户助）/斑海豹兽（哥玛兽）；
纯真：太刀川美美/棕榈兽（巴鲁兽）；
希望：高石岳（高石武/高石猛）/巴达兽；
光明：八神光（八神嘉儿）/迪路兽。
太刀川电脑（Tachikawa Computer）
剧中为太刀川重工（Tachikawa Heavy Industries, Ltd.）的产品，原型参照蘋果公司的iPad（配备一体式蓝牙键盘），和「知识徽章」和「数码器：」产生共鸣触发了多种功能，八人中仅泉光子郎持有一台。
記憶卡（Dim Card）
「記憶卡」（Dim Card）全称「数码宝贝記憶卡」（Digimon Identified Memory Card），为宣传万代产品「生命手环系列」（Vital Bracelet Series）而新增的设定。将「記憶卡」插入泉光子郎的电脑，可以扩充「数码器：」和电脑的多种功能。

## 作品中出现的实物和地名

### 日本

#### 东京都

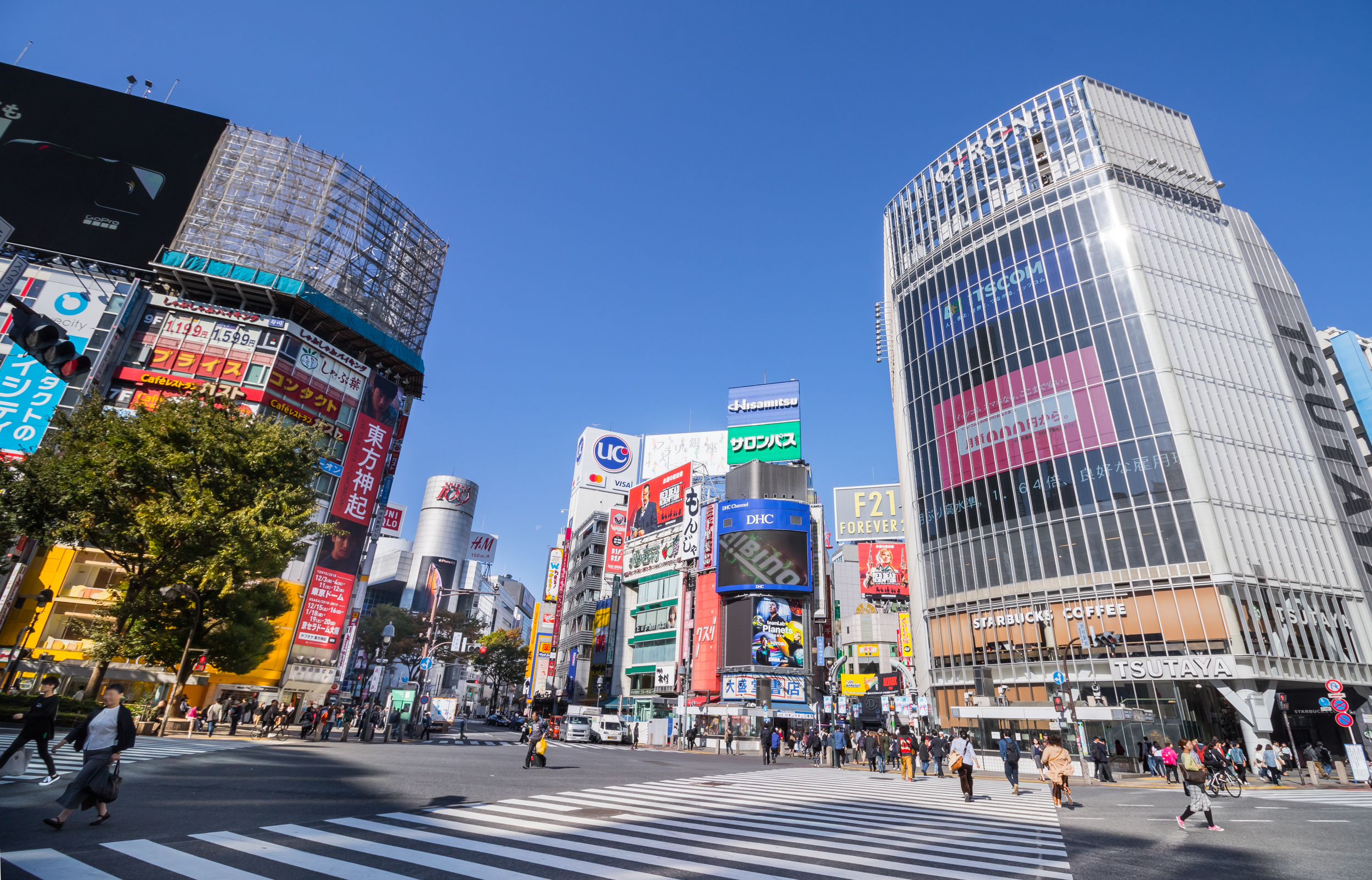
涩谷路口

- 涩谷：位于涩谷路口的涩谷站、忠犬八公铜像和109百货等地标性建筑
- 银座：位于银座四丁目路口的银座站、和光百货和三越银座店等地标性建筑
- 新宿：位于新宿站东口站前的新宿ALTA等地标性建筑
- 山手线：运行JR东日本E235系电力动车组，剧中名为“東京環状線”（Tokyo Loop Line）
- 东京综合指令室：日本首都圈轨道交通调度的心脏，剧中名为“综合指令所”
- 公园住宅・代官山（ザ・パークハウス代官山）：位于東京都澀谷區，高石岳一家人居住于此
- 都立大东高楼（都立大イーストハイツ）：位于東京都目黑區，城户丈一家人居住于此
- 大山町35番25号：位于東京都澀谷區，太刀川美美一家人居住于此，以优衣库董事长柳井正位于大山町的豪宅为原型
- 东京晴空塔
- 东京铁塔
- 彩虹大桥
- 读卖乐园
- 晴海通
- 御台场
- 东京湾

#### 神奈川县

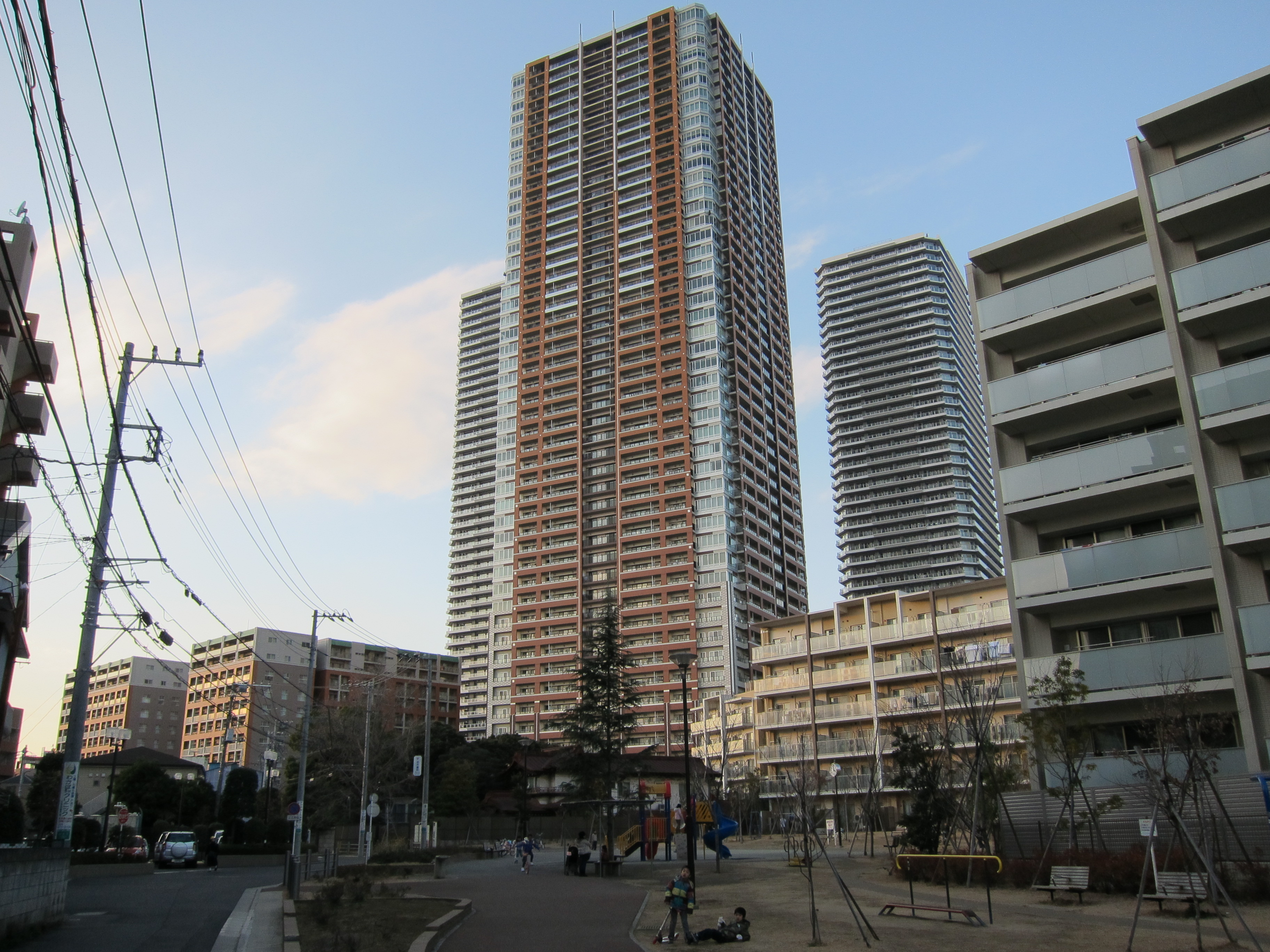
小杉塔楼

- 小杉塔楼（ザ・コスギタワー）：位于神奈川縣川崎市中原區，八神太一和泉光子郎两家人居住于此
- 中心路小杉 西门（センターロード小杉 西門）：位于武藏小杉站前通商店街（武蔵小杉駅前通り商店街）
- 丸子桥棒球打击练习场（丸子橋バッティングセンター）
- 川崎市立中原图书馆（川崎市立中原図書館）
- 豪华的树武藏小杉（グランツリー武蔵小杉）
- 京浜伏见稻荷神社（京浜伏見稲荷神社）
- 二领用水（二ヶ領用水）
- 川崎市双口消火栓
- 中原平和公園
- 武藏小杉站
- 多摩川堤
- 横滨港
- 根岸湾

#### 岛根县
- 宍道湖
- 秋鹿町站

#### 茨城县
- 筑波宇宙中心

### 世界其他地区

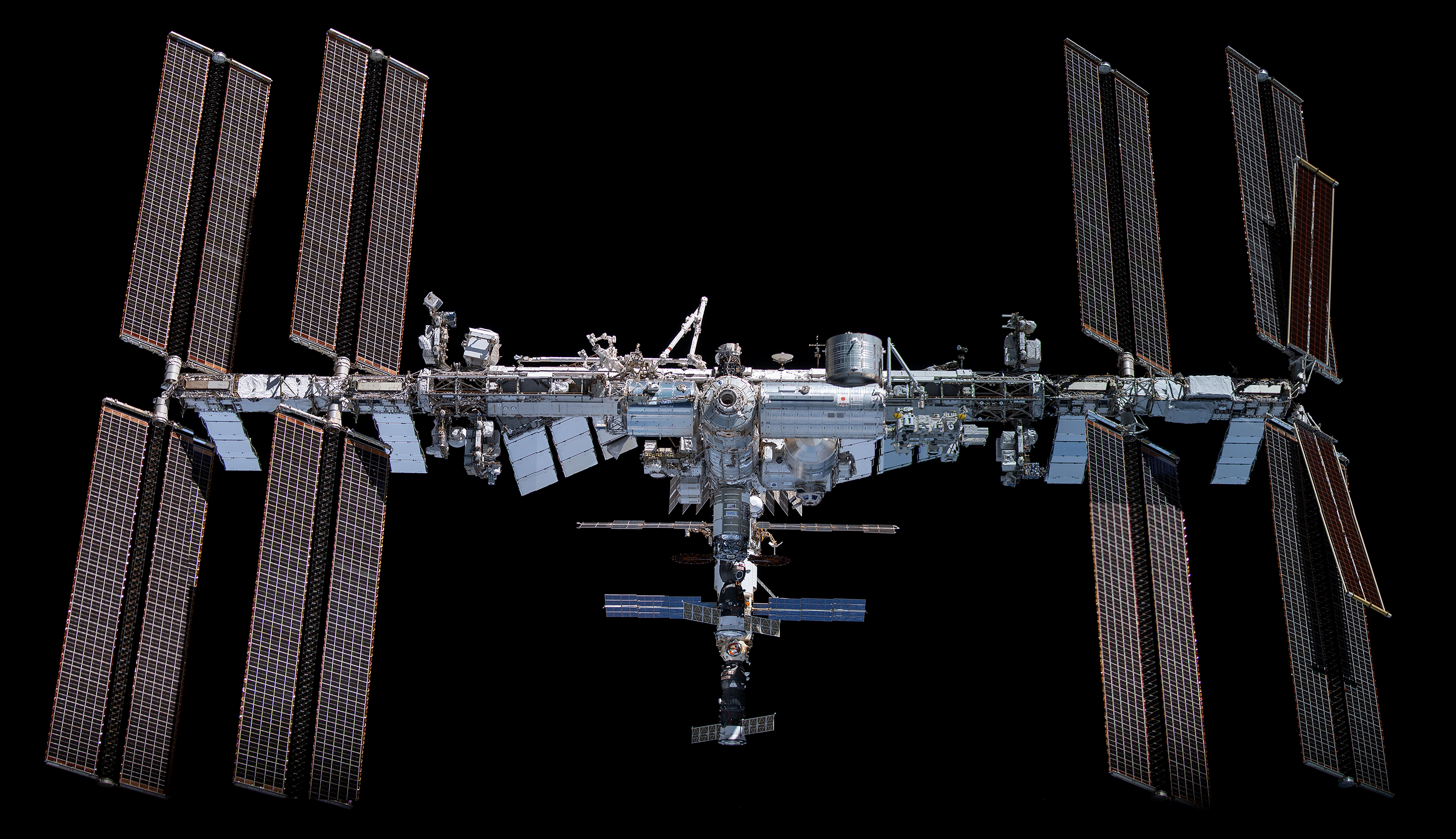
国际空间站

#### 美洲地区

##### 美国
- 美军战术情报目标获取站（TITAN，Tactical Intelligence Targeting Access Node）：剧中名为“美军战术情报网络”
- 俄亥俄级弹道导弹核潜艇：隶属于美国海军大西洋潜艇指挥部（COMSUBLANT，Commander Submarine Force Atlantic）佐治亚州金斯湾海军基地（Naval Submarine Base Kings Bay Georgia）第10潜艇作战群（Submarine Group 10）第16潜艇中队（Submarine Squadron 16）和第20潜艇中队（Submarine Squadron 20），搭载UGM-133A三叉戟Ⅱ型弹道导弹（携带W88型或W76型核弹头，且为多目標重返大氣層載具）
- 尼米兹号航空母舰：隶属于美国海军第五舰队，执行海军巴林支援活动（NSA Bahrain，Naval Support Activity Bahrain），司令部位于巴林，搭载F/A-18黃蜂式戰鬥攻擊機和SH-60F洋鹰直升机
- 美国国家航空航天局：玛丽·杰克逊总部（Mary W. Jackson NASA Headquarters）、林登·约翰逊太空中心、肯尼迪航天中心39号发射台、发射控制中心（LCC，Launch Control Center）以及计划中的「SLS」火箭
- 曼哈頓中城
- 自由女神像
- 帝国大厦
- 白宫

##### 巴西
- 驼背山（基督山）
- 救世基督像

#### 亚太地区

##### 新加坡
- 马六甲海峡（新加坡海峡）
- 新加坡港
- 实马高岛
- 裕廊岛
- 武公岛
- 苏东岛

##### 中国大陆
- 黄浦江
- 陆家嘴
- 金茂大厦
- 上海中心大厦
- 上海环球金融中心
- 东方明珠广播电视塔

##### 澳大利亚
- 悉尼歌剧院
- 悉尼海港大桥

#### 中东地区

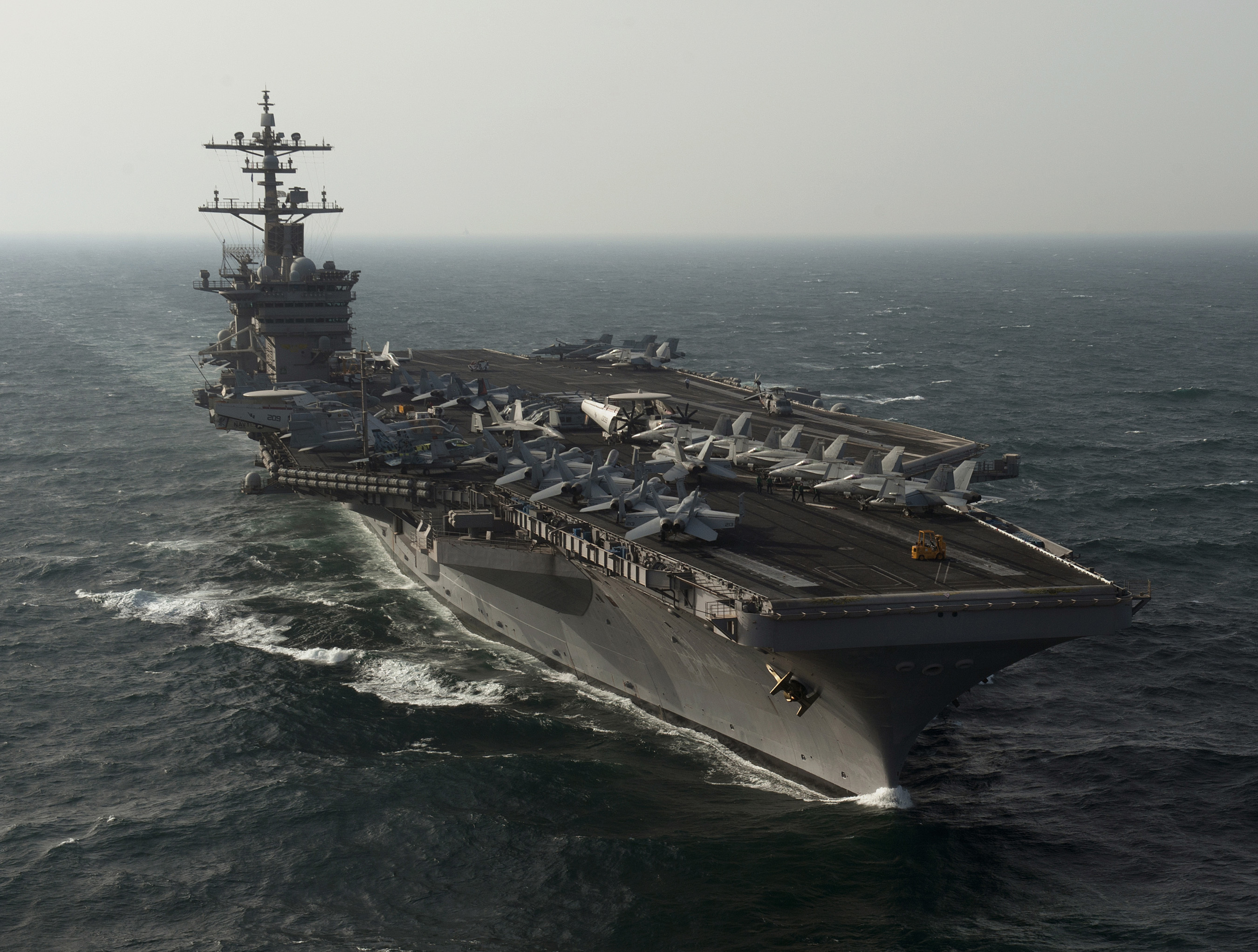
尼米兹号航空母舰

- 霍爾木茲海峽（波斯湾－阿曼湾）

##### 阿联酋
- 拉斯海玛
- 富吉拉

##### 巴林
- 美国海军巴林支援活动

##### 伊朗
- 贾斯克
- 格什姆岛
- 阿巴斯港

#### 欧洲地区

##### 俄罗斯
- 联盟号宇宙飞船
- 莫斯科国家空间中心

##### 法国
- 人权广场
- 埃菲尔铁塔

## 制作人员
- 原案：本乡昭由
- 制作人：渡边恒也（富士电视台）、江花松樹（富士电视台）、佐川直子（读卖广告社）、櫻田博之（东映动画）、高见晓[注 19]（东映动画）
- 系列监督：三塚雅人
- 系列构成：富岡淳廣
- 角色设计：中鶴勝祥、浅沼昭弘
- 数码怪兽设计：渡边健史
- 总作画监督：浅沼昭弘、仲條久美
- 摄影监督：赤泽賢二
- 美术监督：木下了香
- 美术设定：天田俊貴
- 色彩设计：竹泽聪
- 制作担当：小林克规
- 音乐：佐橋俊彦
- 动画制作：东映动画
- 制作：富士电视台、读卖广告社、东映动画

## 音乐

### 主题曲

#### 片头曲
（第1-67话）
主唱：谷本貴義
作詞：森由里子
作曲、編曲：馬渕直純
（日本古伦美亚）

#### 片尾曲
（第1-13话）
主唱、作詞：藤川千愛
作曲、編曲：藤永龍太郎（Elements Garden）
（日本古伦美亚）
「Q?」（第14-26话）
主唱、作詞：Reol
作曲：Giga、Reol
編曲：Giga
（胜利娱乐）
「Mind game」（第27-38话）
主唱、作曲：Maica_n
作詞：Faith、Maica_n
編曲：根岸孝旨
（胜利娱乐）
（第39-54话）
主唱：Wolpis Carter
作詞：Wolpis Carter、Orangestar
作曲：Orangestar
編曲：Loin
（日本古伦美亚）
「Dreamers」（第55-67话）
主唱：ATEEZ
作詞：SUNNY BOY
作曲：KENTZ、Phoenix Storm
編曲：KENTZ
（日本古伦美亚）

#### 插曲
「Be The Winners」（第4-11、13、19、25、29、32、39、40、42、65话）
主唱：谷本貴義
作詞：森由里子
作曲：馬渕直純
編曲：設樂哲也
（日本古伦美亚）
「X-treme Fight」（第10-17、20-23、26、27、35、38、53、66话）
主唱、作曲：谷本貴義
作詞：森由里子
編曲：宮崎誠
（日本古伦美亚）
「Break the chain」（第30、31、33、36、41、45、48、50、52、55-57、59-61、64、65话）
主唱、作詞、作曲、編曲：谷本貴義
（日本古伦美亚）
（第50话）
主唱：谷本貴義
作詞：森由里子
作曲、編曲：馬渕直純
（日本古伦美亚）
「Break the chain naked zero」（第67话）
主唱、作詞、作曲、編曲：谷本貴義
（日本古伦美亚）

### 实体专辑
| 专辑编号              | 专辑标题           | 发售时间       | 音乐人        | 媒介   | 备注                                                                                             |
| --------------------- | ------------------ | -------------- | ------------- | ------ | ------------------------------------------------------------------------------------------------ |
| COZP-1647 COZP-1648   |                    | 2020年4月8日   | 藤川千愛      | CD DVD | 收录片尾曲「」                                                                                   |
| COCP-41115            |                    | 2020年4月8日   | 藤川千愛      | CD     | 收录片尾曲「」                                                                                   |
| COCC-17780            |                    | 2020年8月19日  | 谷本貴義      | CD     | 收录片头曲「」 收录插曲「Be The Winners」 收录插曲「X-treme Fight」                              |
| COCX-41254            |                    | 2020年9月30日  | 佐橋俊彥      | CD     | 收录原声音乐 收录片头曲「」 收录片尾曲「」                                                       |
| COCX-41341 COCX-41342 |                    | 2020年11月18日 | 日本古伦美亚  | CD     | 收录片头曲「」                                                                                   |
| COZP-1695 COZP-1696   |                    | 2020年11月24日 | 藤川千愛      | CD BD  | 收录片尾曲「」                                                                                   |
| VIZL-1848             |                    | 2021年2月17日  | Maica_n       | CD DVD | 收录片尾曲「Mind game」                                                                          |
| VICL-65470            |                    | 2021年2月17日  | Maica_n       | CD     | 收录片尾曲「Mind game」                                                                          |
| COCP-41481            | Overseas Highway   | 2021年5月26日  | Wolpis Carter | CD     | 收录片尾曲「」                                                                                   |
| COZA-1787 COZA-1788   | Dreamers（TYPE-A） | 2021年7月28日  | ATEEZ         | CD DVD | 收录片尾曲「Dreamers」                                                                           |
| COZA-1789 COZA-1790   | Dreamers（TYPE-B） | 2021年7月28日  | ATEEZ         | CD DVD | 收录片尾曲「Dreamers」                                                                           |
| COZA-1791 COZA-1792   |                    | 2021年7月28日  | ATEEZ         | CD DVD | 收录片尾曲「Dreamers」                                                                           |
| COCA-17907            |                    | 2021年7月28日  | ATEEZ         | CD     | 收录片尾曲「Dreamers」                                                                           |
| COCX-41552            |                    | 2021年8月25日  | 佐橋俊彥      | CD     | 收录原声音乐 收录片尾曲「Q?」 收录片尾曲「Mind game」 收录片尾曲「」 收录插曲「Break the chain」 |
| VICL-65587            |                    | 2021年12月15日 | Reol          | CD     | 收录片尾曲「Q?」                                                                                 |
| VIZL-1961             |                    | 2021年12月15日 | Reol          | CD BD  | 收录片尾曲「Q?」                                                                                 |
| VIZL-1962             |                    | 2021年12月15日 | Reol          | CD DVD | 收录片尾曲「Q?」                                                                                 |
| NZS-864               |                    | 2021年12月15日 | Reol          | CD BD  | 收录片尾曲「Q?」                                                                                 |
| NZS-865               |                    | 2021年12月15日 | Reol          | CD BD  | 收录片尾曲「Q?」                                                                                 |

### 数字专辑
| 专辑编号    | 专辑标题        | 发售时间      | 音乐人        | 备注                        |
| ----------- | --------------- | ------------- | ------------- | --------------------------- |
| COKM-42717  |                 | 2020年4月6日  | 谷本貴義      | 收录片头曲「」              |
| COKM-42914  | Career along    | 2020年8月19日 | 谷本貴義      | 收录片头曲「」              |
| VE3WA-18928 | Q?              | 2020年11月4日 | Reol          | 收录片尾曲「Q?」            |
| VE3WA-18948 | Mind game       | 2020年12月6日 | Maica_n       | 收录片尾曲「Mind game」     |
| COKM-43154  |                 | 2021年3月10日 | Wolpis Carter | 收录片尾曲「」              |
| COKM-43149  | Break the chain | 2021年4月25日 | 谷本貴義      | 收录插曲「Break the chain」 |

## 各话列表
| 话数 | 日文标题 | 中文标题              | 中文标题              | 中文标题              | 中文标题              | 脚本              | 分镜                                | 演出              | 总作画监督          | 作画监督 | 电视首播时间   | 电视首播时间   | 电视首播时间   |
| 话数 | 日文标题 | 爱奇艺                | 爱奇艺国际站          | 台視                  | TVB                   | 脚本              | 分镜                                | 演出              | 总作画监督          | 作画监督 | 富士台         | 台視           | TVB            |
| ---- | -------- | --------------------- | --------------------- | --------------------- | --------------------- | ----------------- | ----------------------------------- | ----------------- | ------------------- | --- | -------------- | -------------- | -------------- |
| 1    |          | 东京数码危机          | 東京數碼危機          | 東京數碼危機          | 東京數碼危機          | 富岡淳廣          | 三塚雅人                            | 三塚雅人          | 浅沼昭弘            | 浅沼昭弘 | 2020年 4月5日  | 2021年 1月16日 | 2021年 5月13日 |
| 2    |          | 战争游戏              | 戰爭遊戲              | 戰爭遊戲              | 戰爭遊戲              | 富岡淳廣          | 宍户望                              | 宍户望            | 浅沼昭弘            | 馆直树 大西陽一 | 4月12日        | 1月23日        | 5月14日        |
| 3    |          | 前往数码世界          | 前往數碼世界          | 前往數碼世界          | 然後，到數碼世界去    | 富岡淳廣          | 三塚雅人                            | 廣嶋秀樹          | 浅沼昭弘            | 北野幸广 | 4月19日        | 1月30日        | 5月20日        |
| 4    |          | 巴多拉兽飞翔          | 巴多拉獸飛翔          | 巴多拉獸飛翔          | 巴多拉獸飛翔          | 山下憲一          | 八島善孝                            | 佐佐木憲世        | 浅沼昭弘            | 直井正博 | 6月28日        | 2月6日         | 5月21日        |
| 5    |          | 神圣数码宝贝          | 神聖數碼寶貝          | 神聖數碼寶貝          | 神聖數碼精靈          | 富岡淳廣          | 瀬藤健嗣                            | 武藤公春          | 浅沼昭弘            | 荏原裕子 | 7月5日         | 2月13日        | 5月27日        |
| 6    |          | 被狙击的王国          | 被狙擊的王國          | 被狙擊的王國          | 被狙擊的王國          | 山口宏            | 貝澤幸男                            | 中野陽介          | 浅沼昭弘            | 清山滋崇 二階堂渥志 | 7月12日        | 2月20日        | 5月28日        |
| 7    |          | 那个男人 城户丈       | 那個男人 城戶丈       | 那個男人 城戶丈       | 那個男人，城戶丈      | 古怒田健志        | 杉島邦久                            | 茉田哲明          | 仲條久美            | Noh Gil-bo | 7月19日        | 2月27日        | 6月3日         |
| 8    |          | 孩子们的攻城战        | 孩子們的攻城戰        | 孩子們的攻城戰        | 孩子們的攻城戰        | 佐藤寿昭          | 古家陽子 都築悠一                   | 古家陽子 都築悠一 | 浅沼昭弘            | 八島善孝 | 7月26日        | 3月6日         | 6月4日         |
| 9    |          | 完全体・来袭          | 完全體・來襲          | 完全體・來襲          | 完全體・來襲          | 十川誠志          | 瀬藤健嗣                            | 瀬藤健嗣          | 仲條久美            | 原憲一 井口忠一 | 8月2日         | 3月13日        | 6月10日        |
| 10   |          | 钢铁超进化            | 鋼鐵超進化            | 鋼鐵超進化            | 鋼鐵超進化            | 富岡淳廣          | 貝澤幸男                            | 廣嶋秀樹          | 浅沼昭弘            | 澤木巳登理 北野幸广 | 8月9日         | 3月20日        | 6月11日        |
| 11   |          | 沙漠之狼              | 沙漠之狼              | 立於沙漠之狼          | 沙漠之狼              | 富岡淳廣          | 瀬藤健嗣                            | 武藤公春          | 仲條久美            | 荏原裕子 | 8月16日        | 3月27日        | 6月17日        |
| 12   |          | 花仙兽开花            | 花仙獸開花            | 花仙獸開花            | 花仙獸開花            | 山口宏            | 佐佐木憲世                          | 宍户望            | 浅沼昭弘            | 直井正博 | 8月23日        | 4月3日         | 6月18日        |
| 13   |          | 红莲之翼 迦楼罗兽     | 紅蓮之翼 迦樓羅獸     | 紅蓮之翼 伽樓達獸     | 紅蓮之翼 伽僂達獸     | 山下憲一          | 茉田哲明                            | 茉田哲明          | 仲條久美            | Noh Gil-bo | 8月30日        | 4月10日        | 6月24日        |
| 14   |          | 激烈碰撞 昆虫王者     | 激烈碰撞 昆蟲王者     | 激戰 昆蟲王者         | 激戰 昆蟲王者         | 十川誠志          | 中野陽介                            | 山本隆太          | 浅沼昭弘            | 清山滋崇 馆直树 | 9月6日         | 4月17日        | 6月25日        |
| 15   |          | 祖顿兽 闪电铁鎚       | 祖頓獸 重錘火花       | 祖頓獸 閃電的鐵鎚     | 祖頓獸 閃電鐵錘       | 佐藤寿昭          | 瀬藤健嗣                            | 瀬藤健嗣          | 仲條久美            | 井口忠一 原憲一 | 9月13日        | 4月24日        | 7月1日         |
| 16   |          | 侵蚀东京 漆黑之影     | 侵蝕東京 漆黑之影     | 侵蝕東京 漆黑的陰影   | 侵蝕東京 漆黑之影     | 古怒田健志        | 古家陽子 貝澤幸男                   | 廣嶋秀樹          | 浅沼昭弘            | 二階堂渥志 北野幸广 | 9月20日        | 5月1日         | 7月2日         |
| 17   |          | 决战东京 大蛇兽       | 決戰東京 大蛇獸       | 決戰東京 大蛇獸       | 決戰東京 大蛇獸       | 山口宏            | 高田昌宏                            | 武藤公春          | 仲條久美            | 荏原裕子 | 9月27日        | 5月8日         | 7月8日         |
| 18   |          | 东京毁灭 倒计时       | 東京毀滅 倒計時       | 東京毀滅 倒數計時中   | 東京毀滅 時間倒數     | 富岡淳廣          | 貝澤幸男                            | 貝澤幸男          | 浅沼昭弘            | 八島善孝 | 10月4日        | 5月15日        | 7月9日         |
| 19   |          | 咆哮吧 兽王拳         | 咆哮吧 獸王拳         | 嘶吼吧 獸王拳         | 咆哮吧 獸王拳         | 十川誠志          | 茉田哲明                            | 佐藤道拓          | 仲條久美            | Noh Gil-bo | 10月11日       | 5月22日        | 7月15日        |
| 20   |          | 第七人的觉醒          | 第七人的覺醒          | 第七人覺醒            | 第七人的覺醒          | 山下憲一 富岡淳廣 | 佐佐木憲世                          | 難波涼            | 浅沼昭弘            | 直井正博 澤木巳登理 | 10月18日       | 5月29日        | 7月16日        |
| 21   |          | 逆转的武装钢化        | 逆轉的武裝鋼化        | 逆轉的武裝鋼化        | 逆轉的武裝鋼化        | 佐藤寿昭          | 瀬藤健嗣                            | 瀬藤健嗣          | 仲條久美            | 井口忠一 原憲一 | 10月25日       | 6月5日         | 7月22日        |
| 22   |          | 不屈的蓝色机翼        | 不屈的藍色機翼        | 不屈的藍色機翼        | 不屈的藍色機翼        | 古怒田健志        | 中野陽介                            | 廣嶋秀樹          | 浅沼昭弘            | 北野幸广 | 11月1日        | 6月12日        | 7月23日        |
| 23   |          | 黑暗使者恶魔兽        | 黑暗使者 惡魔獸       | 暗黑使者惡魔獸        | 黑暗使者惡魔獸        | 山口宏            | 西田章二                            | 武藤公春          | 仲條久美            | 荏原裕子 | 11月8日        | 6月19日        | 8月12日        |
| 24   |          | 终极 但丁恶魔兽       | 終極 但丁惡魔獸       | 終極 但丁惡魔獸       | 終極 但丁惡魔獸       | 十川誠志          | 貝澤幸男                            | 宍户望            | 浅沼昭弘            | 二階堂渥志 馆直树 | 11月15日       | 6月26日        | 8月13日        |
| 25   |          | 下潜 前往下一片海     | 下潛 前往下一片海     | 潛入下一個海洋        | 墜落 下一片海洋       | 十川誠志          | 西田章二                            | 佐藤道拓          | 仲條久美            | Noh Gil-bo | 11月22日       | 7月3日         | 8月19日        |
| 26   |          | 突破 海兽包围网       | 突破 海獸包圍網       | 突破海獸包圍網        | 突破海獸包圍網        | 佐藤寿昭          | 八島善孝                            | 内山真奈          | 浅沼昭弘            | 八島善孝 | 11月29日       | 7月10日        | 8月20日        |
| 27   |          | 前往新大陆            | 前往新大陸            | 前往新大陸            | 前往新大陸            | 富岡淳廣          | 瀬藤健嗣                            | 瀬藤健嗣          | 仲條久美            | 井口忠一 原憲一 | 12月6日        | 7月17日        | 8月26日        |
| 28   |          | 孩子们的野外求生      | 孩子們的野外求生      | 孩子們的野外求生      | 孩子們的野外求生      | 富岡淳廣          | 佐佐木憲世                          | 佐佐木憲世        | 浅沼昭弘            | 直井正博 | 12月13日       | 7月24日        | 9月3日         |
| 29   |          | 逃生 燃烧的森林       | 逃生 燃燒的森林       | 逃出燃燒的森林        | 逃出燃燒的森林        | 古怒田健志        | 大地丙太郎                          | 武藤公春          | 仲條久美            | 荏原裕子 | 12月20日       | 7月31日        | 9月9日         |
| 30   |          | 究极体 战斗暴龙兽     | 究極體 戰鬥暴龍獸     | 究極體 戰鬥暴龍獸     | 究極體 戰鬥暴龍獸     | 山口宏            | 八島善孝                            | 廣嶋秀樹          | 浅沼昭弘            | 澤木巳登理 北野幸广 | 12月27日       | 8月7日         | 9月10日        |
| 31   |          | 新生黑暗 千年兽       | 新生黑暗 千年獸       | 全新的黑暗 千年獸     | 新生黑暗 千年獸       | 富岡淳廣          | 佐藤道拓                            | 佐藤道拓          | 仲條久美            | Noh Gil-bo Lee Yeong-gyu | 2021年 1月10日 | 8月14日        | 9月16日        |
| 32   |          | 翱翔天际的希望        | 翱翔天際的希望        | 翱翔天際的希望        | 馳騁天際的希望        | 十川誠志          | 志田直俊                            | 難波涼            | 浅沼昭弘            | 二階堂渥志 馆直树 | 1月17日        | 8月28日        | 9月17日        |
| 33   |          | 拂晓之光              | 拂曉之光              | 拂曉之光              | 黎明之光              | 富岡淳廣          | 瀬藤健嗣                            | 瀬藤健嗣          | 仲條久美            | 原憲一 Noel Añonuevo Eugene Ayson | 1月24日        | 9月4日         | 9月23日        |
| 34   |          | 小光和迪路兽          | 嘉兒和迪路獸          | 嘉兒和迪路獸          | 小光和迪路獸          | 富岡淳廣          | 貝澤幸男                            | 山本隆太          | 浅沼昭弘            | 向山祐治 松本胜次 三桥樱子 小泽和则 Jiang Yong Xieyumeng Zoulei                                                                                       | 1月31日        | 9月11日        | 9月24日        |
| 35   |          | 光辉的天女兽          | 光輝的天女獸          | 閃耀的天女獸          | 閃耀的天女獸          | 古怒田健志        | 大地丙太郎                          | 武藤公春          | 仲條久美            | 荏原裕子 | 2月7日         | 9月18日        | 9月30日        |
| 36   |          | 卫星狙击作战          | 衛星狙擊作戰          | 狙擊衛星作戰          | 衛星狙擊作戰          | 十川誠志          | 八島善孝                            | 内山真奈          | 浅沼昭弘            | 八島善孝 | 2月14日        | 9月25日        | 10月1日        |
| 37   |          | 美美的战争            | 美美的戰爭            | 美美的戰爭            | 美美的戰爭            | 山口宏            | 佐藤道拓                            | 佐藤道拓          | 仲條久美            | Noh Gil-bo Lee Yeong-gyu | 2月21日        | 10月2日        | 10月7日        |
| 38   |          | 燃烧吧 苍蓝的友情     | 燃燒吧 蒼藍的友情     | 燃燒的蒼藍友情        | 燃燒 蒼藍的友情       | 佐藤寿昭          | 铃木正男                            | 廣嶋秀樹          | 浅沼昭弘            | 直井正博 | 2月28日        | 10月9日        | 10月8日        |
| 39   |          | 马铃薯兽 土豆地狱     | 馬鈴薯獸 土豆地獄     | 馬鈴薯獸 馬鈴薯地獄   | 薯仔獸 馬鈴薯地獄     | 富岡淳廣          | 瀬藤健嗣                            | 瀬藤健嗣          | 仲條久美            | 荏原裕子 Lee Yeong-gyu Noh Gil-bo 原憲一 | 3月7日         | 10月16日       | 10月14日       |
| 40   |          | 决胜 必杀射门         | 決勝 必殺射門         | 一決勝負 必殺射門     | 決勝！必殺射門        | 十川誠志          | 佐佐木憲世                          | 佐佐木憲世        | 浅沼昭弘            | 澤木巳登理 北野幸广 | 3月21日        | 10月23日       | 10月15日       |
| 41   |          | 迷雾中的数码乐园      | 迷霧中的數碼樂園      | 迷霧中的數碼樂園      | 迷霧中的數碼樂園      | 山口宏            | 佐藤道拓                            | 武藤公春          | 荏原裕子            | 荏原裕子 | 3月28日        | 10月30日       | 10月21日       |
| 42   |          | 发明王 垃圾桶兽       | 發明王 垃圾桶獸       | 發明王垃圾桶獸        | 發明王 垃圾筒獸       | 十川誠志          | 貝澤幸男                            | 山本隆太          | 浅沼昭弘            | 永田正美 飯塚葉子 松本勝次 向山祐治 谢鑫 曹军 齐特 周坤 Dong Hong Lin Zhou Long Li Dongle Yi                                                          | 4月4日         | 11月6日        | 10月22日       |
| 43   |          | 冲突 数码宝贝之王     | 衝突 數碼寶貝之王     | 激戰 數碼寶貝之王     | 衝突 數碼精靈之王     | 古怒田健志        | 鈴木正男                            | 難波涼            | 仲條久美            | Noel Añonuevo Joey Calangian | 4月11日        | 11月13日       | 10月28日       |
| 44   |          | 小光和移动森林        | 嘉兒和移動森林        | 嘉兒和移動森林        | 小光和移動森林        | 森地夏美          | 貝澤幸男                            | 都築悠一          | 浅沼昭弘            | 二階堂渥志 舘直樹 | 4月18日        | 11月20日       | 10月29日       |
| 45   |          | 启动 钢铁加鲁鲁兽     | 啟動 鋼鐵加魯魯獸     | 啟動 鋼鐵加魯魯       | 啟動 鋼鐵加魯魯獸     | 十川誠志          | 瀬藤健嗣                            | 瀬藤健嗣          | 仲條久美            | Noh Gil-bo 原憲一 | 4月25日        | 11月27日       | 11月4日        |
| 46   |          | 希望的圣剑            | 希望的聖劍            | 希望的聖劍            | 希望的聖劍            | 山口宏            | 志田直俊                            | 西健太            | 浅沼昭弘 仲條久美   | 小澤和則 吉田肇 向山祐治 森悅史 櫻井正明 山崎展義 竹內昭 浪上悠里 永田正美 齊藤香織 小松太樹                                                          | 5月2日         | 12月4日        | 11月5日        |
| 47   |          | 荒野的恶党们          | 荒野的惡黨們          | 荒野的惡徒們          | 荒野中的惡黨          | 佐藤寿昭          | 八島善孝                            | 内山真奈          | 仲條久美            | 八島善孝 | 5月9日         | 12月11日       | 11月11日       |
| 48   |          | 无限龙兽的袭击        | 無限龍獸的襲擊        | 機械邪龍獸的襲擊      | 機械邪龍獸的襲擊      | 十川誠志          | 貝澤幸男                            | 廣嶋秀樹          | 浅沼昭弘            | 直井正博 | 5月16日        | 12月18日       | 11月12日       |
| 49   |          | 邪神降临 千年兽       | 邪神降臨 千年獸       | 邪神降臨 千年獸       | 邪神降臨 千年獸       | 十川誠志          | 佐藤道拓                            | 武藤公春          | 仲條久美            | 荏原裕子 | 5月23日        | 12月25日       | 11月18日       |
| 50   |          | 终结 究极圣战         | 終結 究極聖戰         | 終結 終極聖戰         | 終結 究極的聖戰       | 古怒田健志        | 大塚隆史                            | 大塚隆史          | 浅沼昭弘            | 澤木巳登理 北野幸广 | 5月30日        | 2022年 1月1日  | 11月19日       |
| 51   |          | 纹章中的谜团          | 紋章中的謎團          | 隱藏在徽章中的謎團    | 紋章中的謎團          | 富岡淳廣          | 志田直俊                            | 山本隆太          | 仲條久美            | 飯塚葉子 松本勝次 竹內昭 向山祐治 Xie Yumeng Zhu Yashi Tang Junyue Jussi                                                                              | 6月6日         | 1月8日         | 11月25日       |
| 52   |          | 天舞 凤凰兽           | 天舞 鳳凰獸           | 天舞 鳳凰獸           | 天舞 聖鷹獸           | 森地夏美          | 佐佐木憲世                          | 佐佐木憲世        | 浅沼昭弘            | Noel Añonuevo Eugene Ayson Joey Calangian | 6月13日        | 1月15日        | 11月26日       |
| 53   |          | 怪蛙温泉之乱          | 怪蛙溫泉之亂          | 怪蛙溫泉之亂          | 怪蛙溫泉之亂          | 佐藤寿昭          | 瀬藤健嗣 佐藤道拓                   | 瀬藤健嗣 佐藤道拓 | 仲條久美            | Noh Gil-bo 原憲一 | 6月20日        | 1月22日        | 12月2日        |
| 54   |          | 流浪战鬼 叛逆兽       | 流浪戰鬼 叛逆獸       | 流浪的戰鬼 叛逆獸     | 流浪戰鬼 叛逆獸       | 十川誠志          | 鈴木正男                            | 宍户望            | 浅沼昭弘            | 二階堂渥志 馆直树 | 6月27日        | 1月29日        | 12月3日        |
| 55   |          | 被狙击的数码宝贝学校  | 被狙擊的數碼寶貝學校  | 被狙擊的數碼寶貝學校  | 被狙擊的數碼精靈學校  | 山口宏            | 貝澤幸男 志田直俊                   | 西健太            | 仲條久美            | 吉田肇 向山祐治 森悅史 竹內昭 浪上悠里 wuxiaowei youxi chenqi Jiang yong                                                                              | 7月4日         | 2月5日         | 12月9日        |
| 56   |          | 弯月金狼              | 彎月金狼              | 偃月金狼              | 彎月金狼              | 古怒田健志        | 八島善孝                            | 内山真奈          | 浅沼昭弘            | 八島善孝 | 7月11日        | 2月12日        | 12月10日       |
| 57   |          | 破灭之中的接触        | 破滅之中的接觸        | 來自毀滅的接觸        | 破滅之中的接觸        | 富岡淳廣          | 佐藤道拓                            | 武藤公春          | 仲條久美            | 荏原裕子 | 7月18日        | 2月19日        | 12月16日       |
| 58   |          | 小光 新生命           | 嘉兒 新生命           | 守護新生命的嘉兒      | 小光 新生命           | 十川誠志          | 貝澤幸男                            | 廣嶋秀樹          | 浅沼昭弘            | 直井正博 | 7月25日        | 2月26日        | 12月17日       |
| 59   |          | 电光 赫拉克勒独角仙兽 | 電光 赫拉克勒比多獸   | 電光 力神比多獸       | 電光 力神比多獸       | 森地夏美          | 鈴木正男                            | 山本隆太          | 仲條久美 二階堂渥志 | 松本勝次 向山祐治 Wang Min Zhou Jian Liu Dong Dong Jiang Zhi Hui Huang Yong Pin Li Wei Feng Xia Li Ping Lu Feng Zhao qing yun Zhou Zhi Jie Zhu Ya Shi | 8月1日         | 3月5日         | 12月23日       |
| 60   |          | 前往冰河的维京兽      | 前往冰河的維京獸      | 前往冰河的維京毛人獸  | 前往冰河的維京毛人獸  | 山口宏            | 志田直俊                            | 都築悠一          | 浅沼昭弘            | 北野幸广 仁井宏隆 | 8月8日         | 3月12日        | 12月24日       |
| 61   |          | 归去之地              | 歸去之地              | 前往欲歸之處          | 到想回去的地方        | 佐藤寿昭          | 瀬藤健嗣                            | 瀬藤健嗣          | 仲條久美            | Noh Gil-bo 原憲一 | 8月15日        | 3月19日        | 12月30日       |
| 62   |          | 古神兽的眼泪          | 古神獸的眼淚          | 古神獸的眼淚          | 古神獸的眼淚          | 十川誠志          | 佐佐木憲世                          | 佐佐木憲世        | 浅沼昭弘            | Noel Añonuevo Joey Calangian Eugene Ayson | 8月22日        | 3月26日        | 12月31日       |
| 63   |          | 勇气徽章              | 勇氣徽章              | 勇氣的徽章            | 勇氣紋章              | 富岡淳廣          | 鈴木正男                            | 鈴木真彥          | 二階堂渥志          | Wang Min Zhou Jian Liu Dong Dong Jiang Zhi Hui Huang Yong Pin Li Wei Feng Zhu Ya Shi Xia Li Ping Lu Feng 小澤和則                                     | 8月29日        | 4月2日         | 2022年 1月6日  |
| 64   |          | 天使们的决意          | 天使們的決意          | 天使們的決心          | 天使們的決心          | 十川誠志          | 志田直俊                            | 廣嶋秀樹          | 浅沼昭弘            | 宇代佑規 馆直树 北野幸广 Eugene Ayson Joey Calangian Noel Añonuevo                                                                                    | 9月5日         | 4月9日         | 1月7日         |
| 65   |          | 巨大的破灭 负面兽     | 巨大的破滅 負面獸     | 巨大的毀滅 負面獸     | 巨大的毀滅 負面獸     | 十川誠志          | 八島善孝                            | 内山真奈          | 仲條久美            | 八島善孝 | 9月12日        | 4月16日        | 1月13日        |
| 66   |          | 最后的奇迹 最后的力量 | 最後的奇跡 最後的力量 | 最後的奇蹟 最後的力量 | 最後的奇蹟 最後的力量 | 山口宏            | 三塚雅人 铃木正男                   | 都築悠一          | 浅沼昭弘            | 直井正博 | 9月19日        | 4月23日        | 1月14日        |
| 67   |          | 冒险的尽头            | 冒險的盡頭            | 冒險的盡頭            | 冒險的盡頭            | 富岡淳廣          | 宍户望 佐佐木憲世 大塚隆史 志田直俊 | 宍户望            | 浅沼昭弘 仲條久美   | 浅沼昭弘 仲條久美 | 9月26日        | 4月30日        | 1月20日        |

## BD & DVD

### 贩卖版

#### BD BOX
| 卷数    | 发售时间      | 收录话    | BD编号    |
| ------- | ------------- | --------- | --------- |
| BD-BOX1 | 2020年12月2日 | 第1-12话  | BIXA-9631 |
| BD-BOX2 | 2021年3月3日  | 第13-24话 | BIXA-9632 |
| BD-BOX3 | 2021年6月2日  | 第25-36话 | BIXA-9633 |
| BD-BOX4 | 2021年9月3日  | 第37-48话 | BIXA-9634 |
| BD-BOX5 | 2022年2月2日  | 第49-67话 | BIXA-9635 |

#### DVD BOX
| 卷数     | 发售时间      | 收录话    | DVD编号   |
| -------- | ------------- | --------- | --------- |
| DVD-BOX1 | 2020年12月2日 | 第1-12话  | BIBA-9641 |
| DVD-BOX2 | 2021年3月3日  | 第13-24话 | BIBA-9642 |
| DVD-BOX3 | 2021年6月2日  | 第25-36话 | BIBA-9643 |
| DVD-BOX4 | 2021年9月3日  | 第37-48话 | BIBA-9644 |
| DVD-BOX5 | 2022年2月2日  | 第49-67话 | BIBA-9645 |

### 租赁版

#### DVD
| 卷数   | 租赁时间      | 收录话    | DVD编号     |
| ------ | ------------- | --------- | ----------- |
| DVD-1  | 2020年11月6日 | 第1-3话   | 68DRJ-11781 |
| DVD-2  | 2020年12月2日 | 第4-6话   | 68DRJ-11782 |
| DVD-3  | 2021年1月8日  | 第7-9话   | 68DRJ-11783 |
| DVD-4  | 2021年2月3日  | 第10-12话 | 68DRJ-11784 |
| DVD-5  | 2021年2月3日  | 第13-15话 | 68DRJ-11785 |
| DVD-6  | 2021年3月3日  | 第16-18话 | 68DRJ-11786 |
| DVD-7  | 2021年3月3日  | 第19-21话 | 68DRJ-11787 |
| DVD-8  | 2021年4月2日  | 第22-24话 | 68DRJ-11788 |
| DVD-9  | 2021年4月2日  | 第25-27话 | 68DRJ-11789 |
| DVD-10 | 2021年5月7日  | 第28-30话 | 68DRJ-11790 |
| DVD-11 | 2021年6月2日  | 第31-33话 | 68DRJ-11791 |
| DVD-12 | 2021年7月2日  | 第34-36话 | 68DRJ-11792 |
| DVD-13 | 2021年8月4日  | 第37-39话 | 68DRJ-11793 |
| DVD-14 | 2021年8月4日  | 第40-42话 | 68DRJ-11794 |
| DVD-15 | 2021年9月3日  | 第43-45话 | 68DRJ-11795 |
| DVD-16 | 2021年9月3日  | 第46-48话 | 68DRJ-11796 |
| DVD-17 | 2021年10月6日 | 第49-50话 | 68DRJ-11817 |
| DVD-18 | 2021年10月6日 | 第51-52话 | 68DRJ-11818 |
| DVD-19 | 2021年11月5日 | 第53-54话 | 68DRJ-11819 |
| DVD-20 | 2021年11月5日 | 第55-56话 | 68DRJ-11820 |
| DVD-21 | 2021年12月3日 | 第57-58话 | 68DRJ-11821 |
| DVD-22 | 2021年12月3日 | 第59-60话 | 68DRJ-11822 |
| DVD-23 | 2022年1月7日  | 第61-62话 | 68DRJ-11823 |
| DVD-24 | 2022年1月7日  | 第63-64话 | 68DRJ-11824 |
| DVD-25 | 2022年2月2日  | 第65-67话 | 68DRJ-11825 |

## 播放电视台
| 富士电视台 星期日 09:00-09:30（UTC+9）節目                                        | 富士电视台 星期日 09:00-09:30（UTC+9）節目                | 富士电视台 星期日 09:00-09:30（UTC+9）節目 |
| --------------------------------------------------------------------------------- | --------------------------------------------------------- | ------------------------------------------ |
|                                                                                   | 数码宝贝大冒险： 第1-3話 （2020年4月5日-4月19日）         |                                            |
| 鬼太郎 第6作                                                                      | 鬼太郎 第6作 第1、2、6、7、9、14话 重播                   |                                            |
| 富士电视台 星期日 09:00-09:30（UTC+9）節目                                        |                                                           |                                            |
| 鬼太郎 第6作 第1、2、6、7、9、14话 重播                                           | 数码宝贝大冒险： 第1-3話 重播 （2020年6月7日-6月21日）    | 数码宝贝大冒险： 第4-67話                  |
| 富士电视台 星期日 09:00-09:30（UTC+9）節目 2021年1月3日、3月14日 臨時節目調動停播 |                                                           |                                            |
| 数码宝贝大冒险： 第1-3話 重播                                                     | 数码宝贝大冒险： 第4-67話 （2020年6月28日-2021年9月26日） | 数码宝贝幽灵游戏                           |

| 台視 星期六 17:27-17:57（UTC+8）節目 2021年8月21日 臨時節目調動停播 2021年2月6日-3月6日、3月20日-5月29日 17:24-17:54（UTC+8） 2021年7月31日-9月18日、11月27日 16:57-17:27（UTC+8） | 台視 星期六 17:27-17:57（UTC+8）節目 2021年8月21日 臨時節目調動停播 2021年2月6日-3月6日、3月20日-5月29日 17:24-17:54（UTC+8） 2021年7月31日-9月18日、11月27日 16:57-17:27（UTC+8） | 台視 星期六 17:27-17:57（UTC+8）節目 2021年8月21日 臨時節目調動停播 2021年2月6日-3月6日、3月20日-5月29日 17:24-17:54（UTC+8） 2021年7月31日-9月18日、11月27日 16:57-17:27（UTC+8） |
| --- | --- | --- |
| | 數碼寶貝大冒險： （2021年1月16日-2022年4月30日） | |
| 鬼太郎 第6季 | 小魔女DoReMi 第1季 | |
| 龍華動畫台 星期一至五 19:00-20:00、22:00-23:00（UTC+8）節目 | | |
| 蠟筆小新 | 數碼寶貝大冒險： （2023年4月21日-7月24日） | 速衝火箭車 重播 |

| TVB翡翠台 星期四、五 17:20-17:50（UTC+8）節目 2021年7月29日-8月6日、8月27日-9月2日 臨時節目調動停播 | TVB翡翠台 星期四、五 17:20-17:50（UTC+8）節目 2021年7月29日-8月6日、8月27日-9月2日 臨時節目調動停播 | TVB翡翠台 星期四、五 17:20-17:50（UTC+8）節目 2021年7月29日-8月6日、8月27日-9月2日 臨時節目調動停播 |
| --------------------------------------------------------------------------------------------------- | --------------------------------------------------------------------------------------------------- | --------------------------------------------------------------------------------------------------- |
| | 數碼暴龍：重啟之戰 （2021年5月13日-2022年1月20日）                                                  | |
| 飆速宅男 第4輯                                                                                      | 屁屁偵探 第3輯                                                                                      | |

## 注解
1. 东映动画
2. 中国大陆：万代；台港澳：东映动画和万代
3. ↑  TVB，片名用文字表示为“數碼暴龍：重啟之戰”，主视觉图的片名则显示为“數碼暴龍重啟之戰：”后面加上“数码器”标志。
4. 台灣：中華電信；马来西亚：WeTV。
5. 爱奇艺国际站
6. 1 2 3  受「2019冠状病毒病疫情」对东京都乃至全日本的影响，原定于2020年4月26日播映的第4话停播。4月26日-5月31日重播《鬼太郎（第6作）》，6月7日-6月21日重播本作第1-3话。6月28日起，从第4话开始复播。
7. 1 2  仅收录于《数码宝贝大冒险V驯兽师01》电子书版第9卷，无实体单行本。
8. 1 2  TVB将片名副标题用“重啟之戰”表示。
9. ↑  台灣台視国语配音阶段将本作片名暂译为《數碼寶貝2020》，正式播映时更改为《數碼寶貝大冒險：》。
10. 1 2  後因網絡播映權到期下架
11. 1 2  提供简体中文、繁体中文、英文、马来文等多语字幕。
12. ↑  提供英文、马来文等多语字幕，但未提供中文字幕。
13. ↑  《V Jump》2020年3月号（2020年1月21日）
14. ↑  TVB的文字版片名将“：”置于“數碼暴龍”和“重啟之戰”之间，主视觉图的片名将“：”置于“數碼暴龍重啟之戰”后面。爱奇艺国际站的片名将“：”后面的“数码器”标志用“Ψ”表示。WeTV的片名将“：”省去。
15. ↑  漫画《数码宝贝大冒险V驯兽师01》主人公八神太一和动画《数码宝贝大冒险》主人公八神太一同姓同名且设定也相同，不过两者是处于不同世界（平行世界）的同一人物。原因是漫画版和动画版开始时期一致，集英社的薮野展也和东映动画的中鹤胜祥共同进行角色设计（但就中鹤胜祥自己的说法，动画版太一只是将薮野展也的设计按动画版风格自己重新画过而已，因此八神太一其实是漫画家薮野展也设计的人物）。虽然当初两作品预定要进行一定整合，但经历不明而导致整合无法顺利展开，动画续作《数码宝贝大冒险02》的主人公本宫大辅登场后描绘的番外篇中，打出把两个世界作为平行世界的大胆解决方案。此后，和WS游戏“秋山辽V.S.千年兽系列”的主人公秋山辽、动画《数码宝贝无限地带》的主人公神原拓也以及动画《数码宝贝大冒险》重启作品《数码宝贝大冒险：》的主人公八神太一均共同战斗过。
16. ↑  角色设计同时基于原作动画《数码宝贝大冒险》主人公八神太一以及漫画《数码宝贝大冒险V驯兽师01》主人公八神太一。
17. ↑  在中世纪早期一位自称为丢尼修的中东学者发表了《天阶序论》。制订了从天使到炽天使的天使三级九等即「天阶等级」。《天阶序论》中天使的分级为：上三级（神圣的阶级）：炽天使Seraphim、智天使Cherubim、座天使Ophanim（Thrones）；中三级（子的阶级）：主天使Dominions（Kyriotetes）、力天使Virtues、能天使Powers（Exusiai）；下三级（圣灵的阶级）：权天使Principalities（Archai）、大天使（天使长）Archangels、天使Angels。
18. ↑  官方汉字为
19. ↑  第1-3话
20. 1 2  由韩国KQ娛樂製作，日本古倫美亞發行。
21. ↑  直播第32屆金曲獎頒獎典禮，節目調動停播。
22. ↑  2021年7月29日、7月30日、8月5日、8月6日直播東京奧運賽事，8月27日、9月2日直播東京殘奧賽事，節目調動停播。